# Cao đẳng nữ sinh

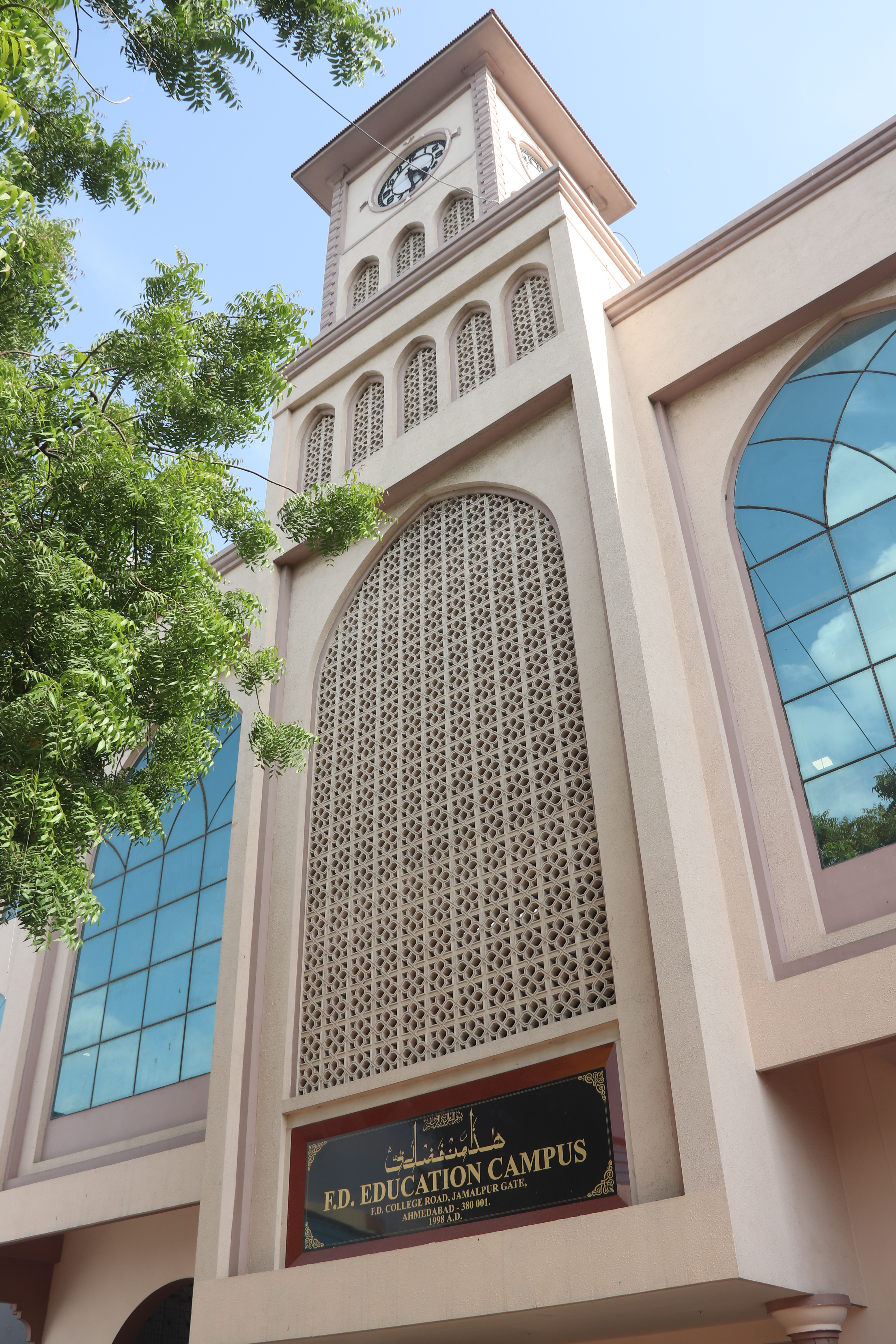
Một trường cao đẳng nữ sinh FD Arts and Commerce College for Women ở Ahmedabad thuộc Ấn Độ

Cao đẳng nữ sinh (Women's college) trong giáo dục bậc đại học là các cơ sở đào tạo và cấp bằng đại học, cử nhân (thường là các trường cao đẳng nghệ thuật tự do và giáo dục các môn khai phóng) nơi số lượng sinh viên chỉ bao gồm hoặc hầu như chỉ có các bạn nữ. Một số trường cao đẳng nữ sinh nhận sinh viên nam vào các trường theo các chương trình đào tạo sau đại học hoặc với số lượng nhỏ hơn vào các chương trình đại học, nhưng tất cả đều phục vụ chủ yếu là dành cho sinh viên nữ. Trường cao đẳng dành cho nữ sinh sẽ cung cấp chương trình giảng dạy độc quyền hoặc chủ yếu, trong khi trường thục nữ dành cho các em cháu nữ hoặc nữ sinh và các chương trình của trường thục nữ tập trung vào việc dạy cho phụ nữ trẻ những cách ứng xử xã hội, tập trung vào các nét công dung, phép xã giao, lễ nghi, nghi thức, phép tắc văn hóa của tầng lớp thượng lưu như một sự chuẩn bị cho việc bước vào xã hội.

## Đại cương

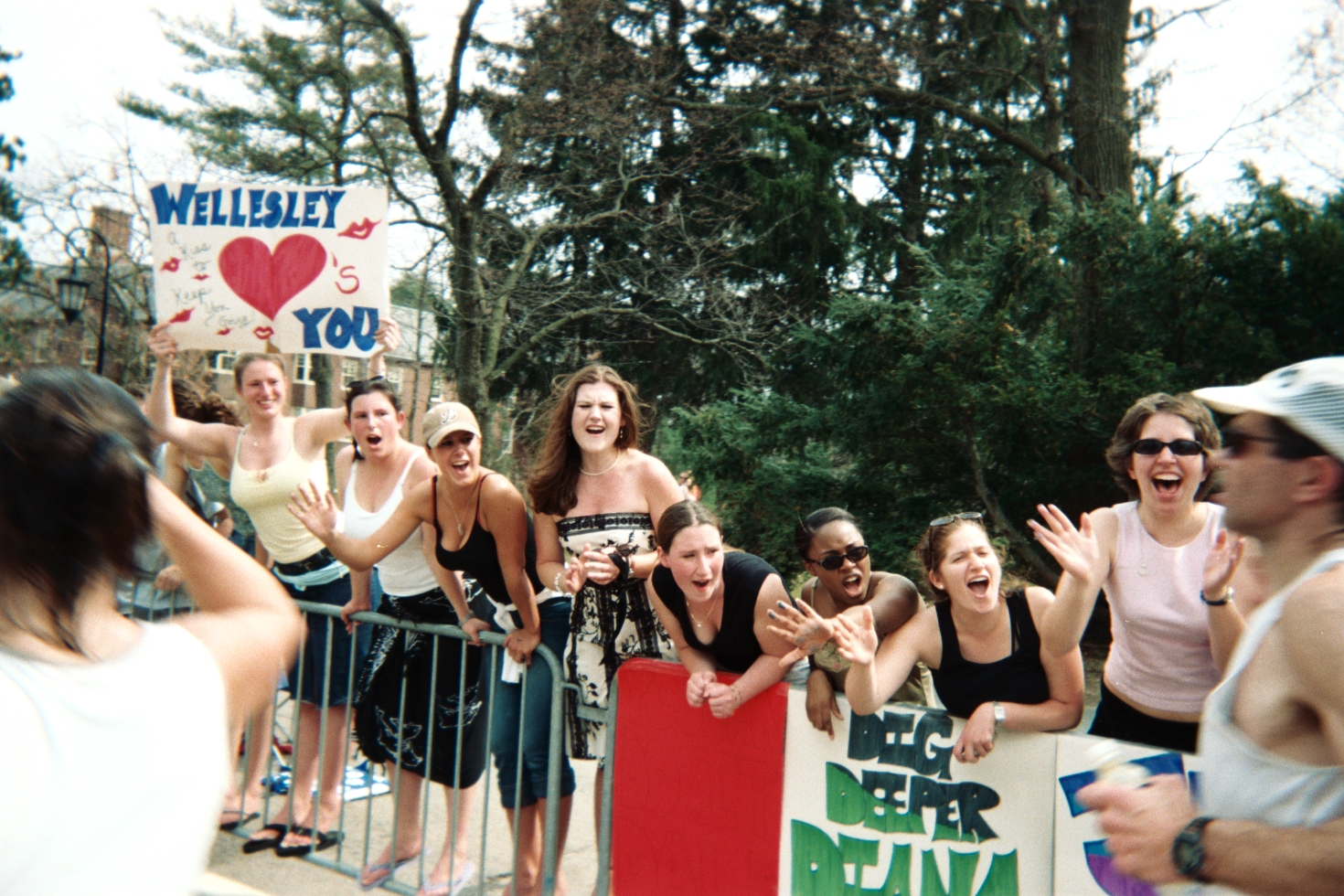
Nữ sinh trường Cao đẳng Wellesley đang tham gia phong trào xã hội

Thuật ngữ trường thục nữ đôi khi được sử dụng hoặc sử dụng sai mục đích để mô tả một số trường cao đẳng dành cho nữ. Ở các trường thục nữ thì học thuật nếu được giảng dạy là thứ yếu, với các môn học tập thứ cấp, có thể bao gồm một khóa học chuyên sâu hoặc chương trình một năm. Một số trường cao đẳng này có thể đã bắt đầu như những trường đang hoàn thiện nhưng đã tự chuyển đổi thành các tổ chức học thuật nghệ thuật tự do nghiêm ngặt, chẳng hạn như Finch College. Tương tự như vậy, trường trung học mang tên Trường Nữ sinh Porter được thành lập với tên gọi Trường Nữ sinh Porter dành cho các Thiếu nữ vào năm 1843, bây giờ nó nhấn mạnh vào một chương trình giảng dạy học thuật. Một trường đại học dành cho nữ chưa bao giờ tự mô tả mình là trường thục nữ hay trường dạy cư xử có thể mắc phải sự hiểu sai.
Trong suốt lịch sử 114 năm của trường đại học nữ Sweet Briar, sinh viên và cựu sinh viên đã phản đối việc gọi đây là trường học thục nữ. Tuy nhiên, đặc điểm của trường học kết thúc vẫn tồn tại và có thể góp phần làm giảm số lượng tuyển sinh, eo hẹp tài chính và trường này gần như phải đóng cửa vào năm 2015. Sự liên thông liên tục của các trường cao đẳng nữ sinh đã bị đặt câu hỏi. Trong khi cách đây 50 năm có 240 trường cao đẳng nữ ở Hoa Kỳ thì hiện nay chỉ còn lại khoảng 40 trường. Theo lời của một giáo viên tại Trường Cao đẳng Radcliffe College (một trường cao đẳng nữ đã sáp nhập với Đại học Harvard): "Nếu các trường cao đẳng nữ sinh trở nên không cần thiết, nếu các trường cao đẳng nữ sinh trở nên không còn phù hợp, thì đó là một dấu hiệu cho sự thành công của [nữ giới] chúng tôi".
Trong lịch sử thì Mary Astell ủng hộ quan điểm cho rằng phụ nữ cũng có lý trí như nam giới và xứng đáng được giáo dục. Được xuất bản lần đầu tiên vào năm 1694 bài viết Đề xuất nghiêm túc dành cho các quý cô vì sự tiến bộ của lợi ích thực sự và lớn nhất của họ trình bày một kế hoạch cho một trường đại học toàn nữ, nơi phụ nữ có thể theo đuổi một cuộc sống trí tuệ. Trường đại học đầu tiên hiện thực hóa một phần kế hoạch của Astell là Whitelands College, một trường cao đẳng đào tạo giáo viên nữ được thành lập vào năm 1841 bởi Hiệp hội Quốc gia của Giáo hội Anh và từ năm 2004 là một phần của Đại học Roehampton. Tiếp theo Whitelands là hai trường cao đẳng ở Luân Đôn là Queen's College vào năm 1848 và Bedford College vào năm 1849. Queen's College phát triển thành trường công lập dành cho nữ sinh và Bedford College trở thành một phần của Đại học Luân Đôn trước khi sáp nhập với một trường cao đẳng nữ khác. Trường cao đẳng nữ đầu tiên ở Cambridge, Girton, mở cửa vào năm 1869 ban đầu ở Hitchin, tuyên bố là trường cao đẳng nội trú đầu tiên ở Anh cung cấp giáo dục cấp bằng cho nữ giới Somerville và Lady Margaret Hall ở Oxford mở cửa vào năm 1879.

## Các ngôi trường

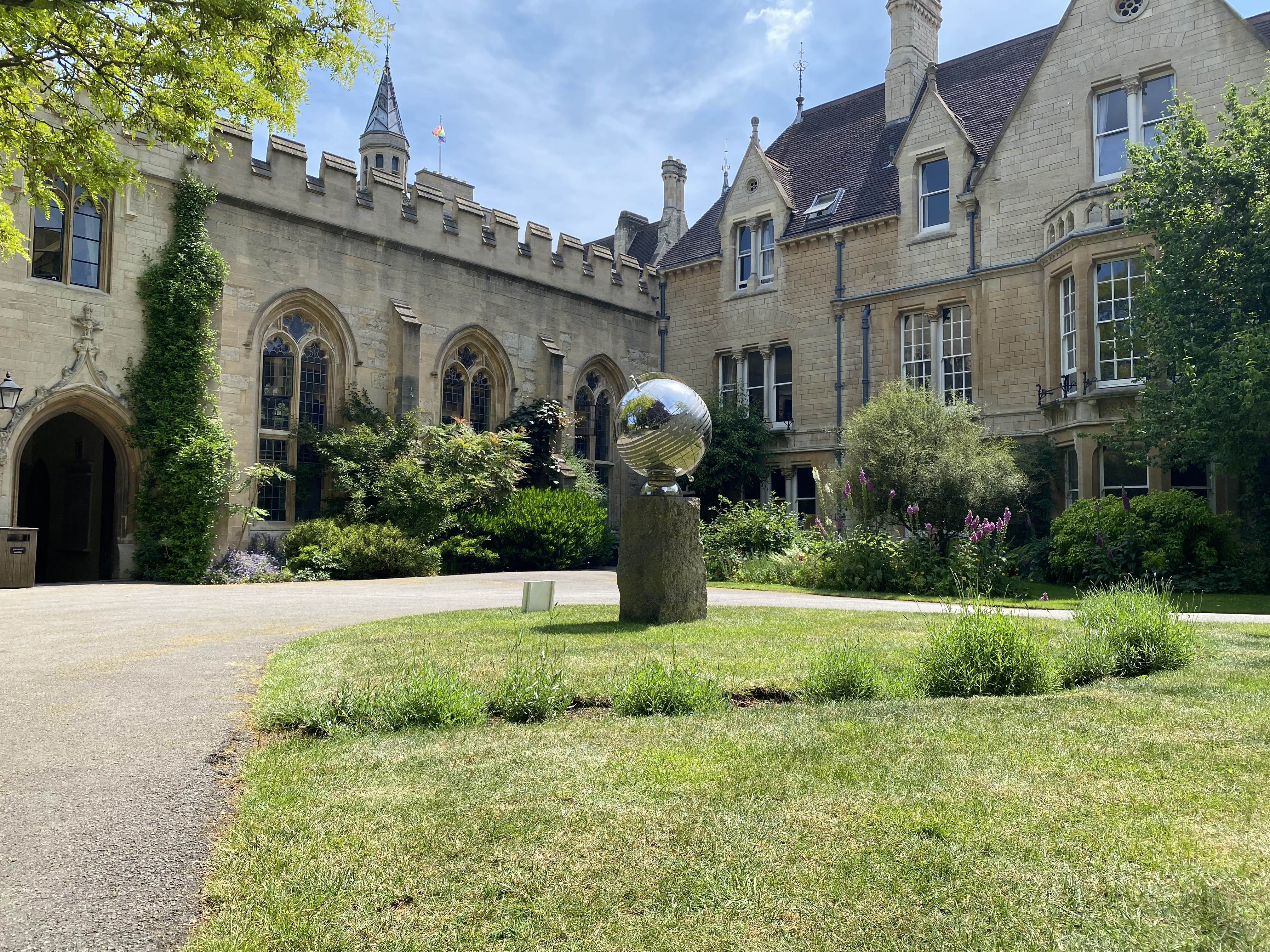
Trường cao đẳng nữ sinh Balliol College Oxford ở Anh

Dưới đây là danh sách các trường cao đẳng nữ sinh bao gồm nhưng không đầy đủ các trường được lập ra trước đây, mà nay đã bị sát nhập (hiện tại và lịch sử):
- Trường cao đẳng nữ sinh Kansai ((関西女子短期大学/Kansai Joshi Tanki Daigaku) của Nhật Bản
- Trường Trung học và Cao đẳng Nữ sinh Fuji ( (藤女子中学校・高等学校/Fujijoshi chūgakkō kōtō gakkō/Đằng nữ tử trung học hiệu cao đẳng học hiệu) của Nhật Bản
- Trường cao đẳng Kacho (華頂短期大学, Kachō tanki daigaku) là một trường tư thục dành cho nữ sinh ở Kyoto, Kyoto, Nhật Bản, được thành lập vào năm 1953
- Đại học Nữ sinh Ewha hay Viện Đại học Nữ sinh Ewha hay là Đại học Nữ sinh Hoa Lê (tiếng Anh: Ewha Womans University, tiếng Hàn: 이화여자대학교, chữ Hán: 梨花女子大學校 Lê hoa nữ tử đại học hiệu)
- Đại học Silla (Cao đẳng Nữ sinh Pusan) của Hàn Quốc
- Trường Cao đẳng Nữ sinh Neve Yerushalayim do Rachel Chalkowski (רחל שלקובסקי) sáng lập
- Học viện Phụ nữ Việt Nam (tên gọi cũ là Trường Cán bộ Phụ nữ Trung ương hay Trường Phụ vận Trung ương) thuộc loại hình trường đại học công lập
- Trường Trung học phổ thông Hai Bà Trưng, Huế còn gọi là Cao đẳng tiểu học Đồng Khánh hay trường nữ sinh Đồng Khánh
- Trường Cao đẳng Sư phạm Đà Lạt (trước kia là Trường Grand Lycée Yersin) có khóa đào tạo cho các nữ sinh sư phạm
- Miriam College (trường cao đẳng ở Phi Luật Tân, thành lập vào năm 1926 ở thành phố Quezon)
- Philippine Women's University của Phi Luật Tân
- St. Paul University Manila (trường cao đẳng ở Phi Luật Tân, thành lập năm 1912)
- St. Scholastica's College Manila (ngôi trường được thành lập năm 1906, lấy theo tên thánh Scholastica)
- Lady Irwin College, New Delhi (trường cao đẳng ở Ấn Độ, thành lập năm 1932)
- Đại học Phụ nữ Á châu (Asian University for Women), Chittagong, Bangladesh (thành lập năm 2008)
- Dubai Women's College (Cao đẳng nữ sinh Dubai) nay là Higher Colleges of Technology (كليّات التقنيّة العليا) của Dubai thuộc UAE
- Effat University (Đại học Effat/ جامعة عفّت) của Saudi Arabia
- Al-Zahra University (Đại học Al-Zahra/دانشگاه الزهرا, Dāneshgāh-e Alzahrā) của Iran

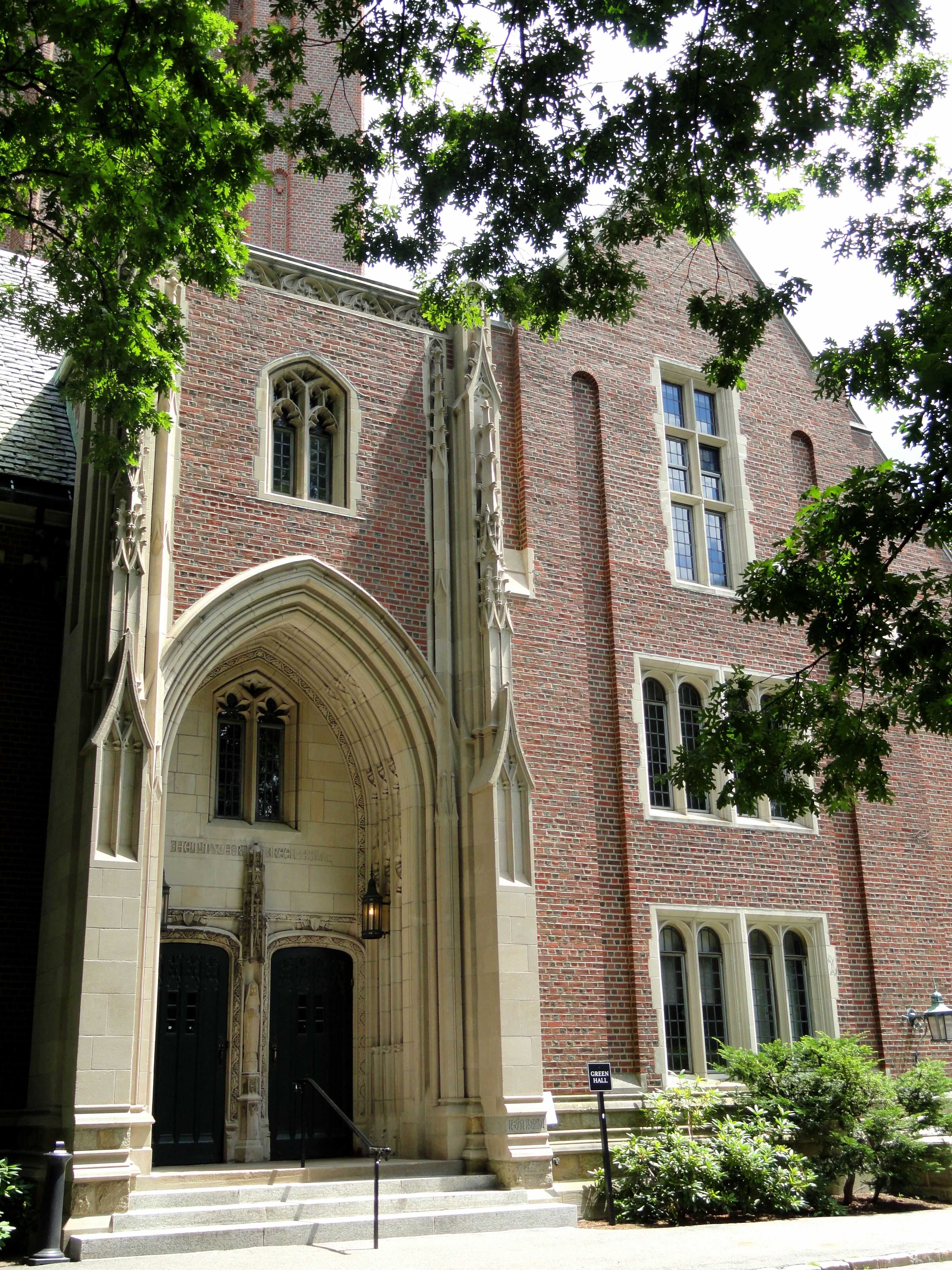
Trường Cao đẵng Wellesley

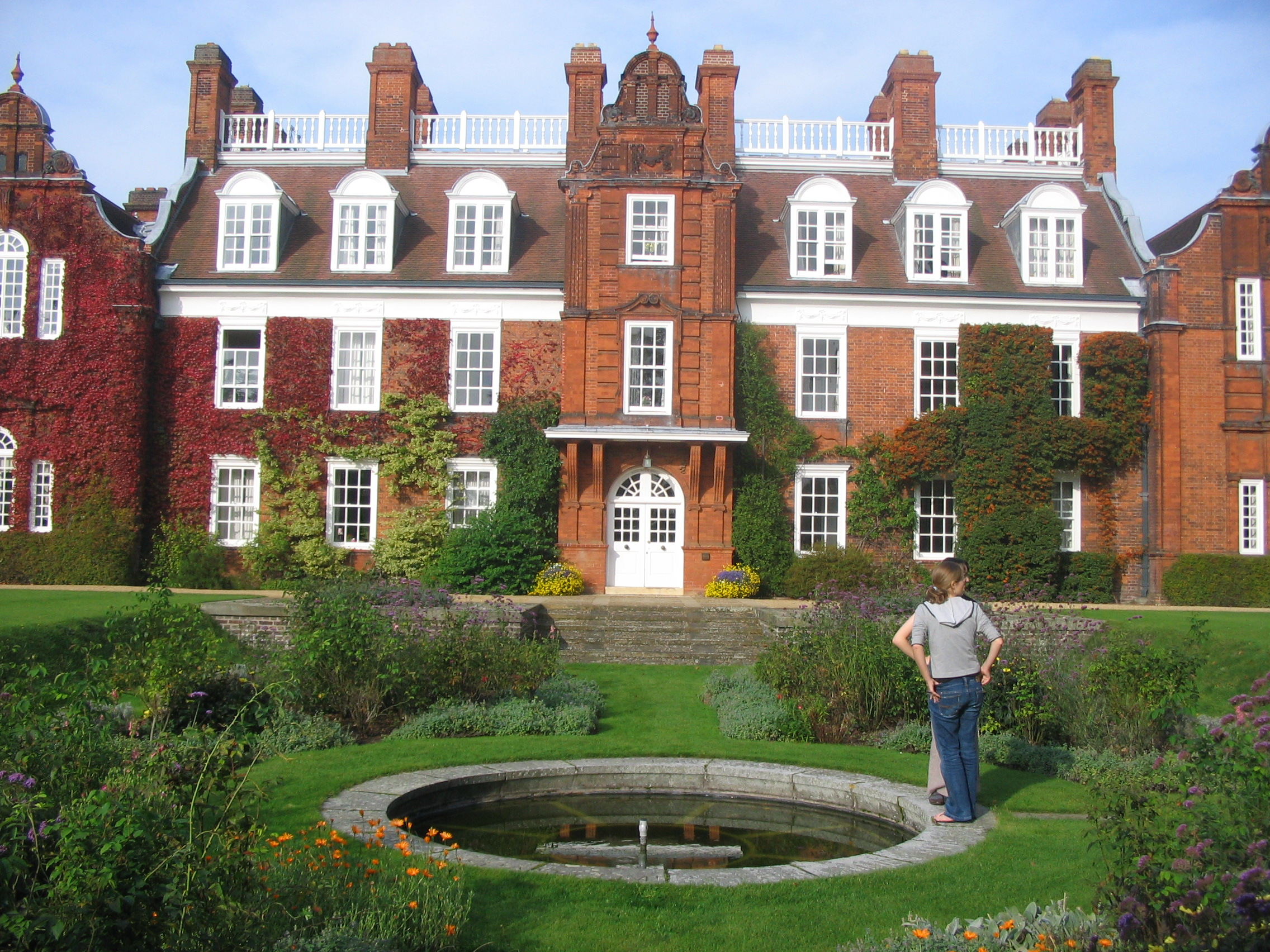
Trường Cao đẳng Newnham, Cambridge

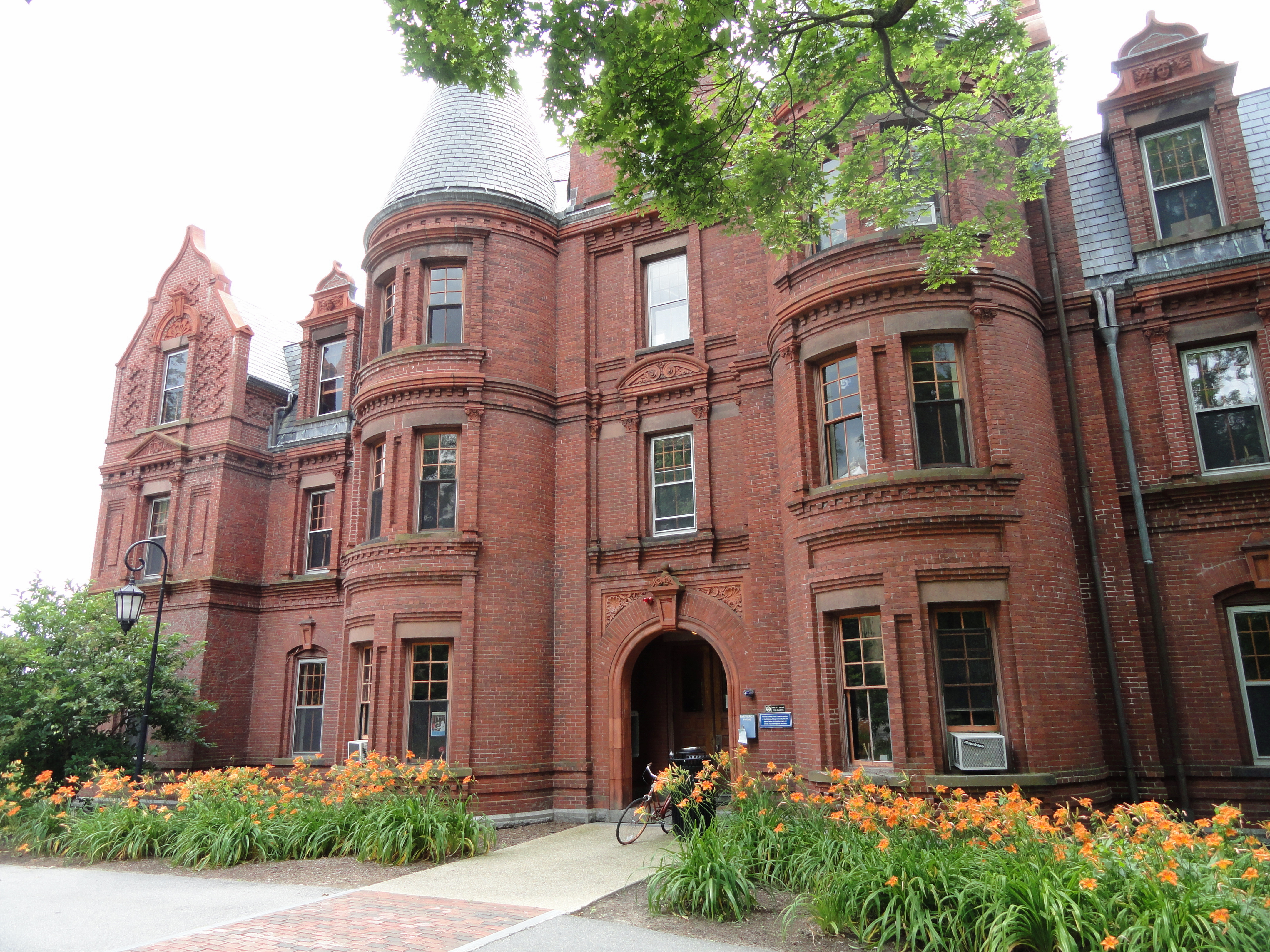
Trường Cao đẵng nữ sinh ở Mỹ

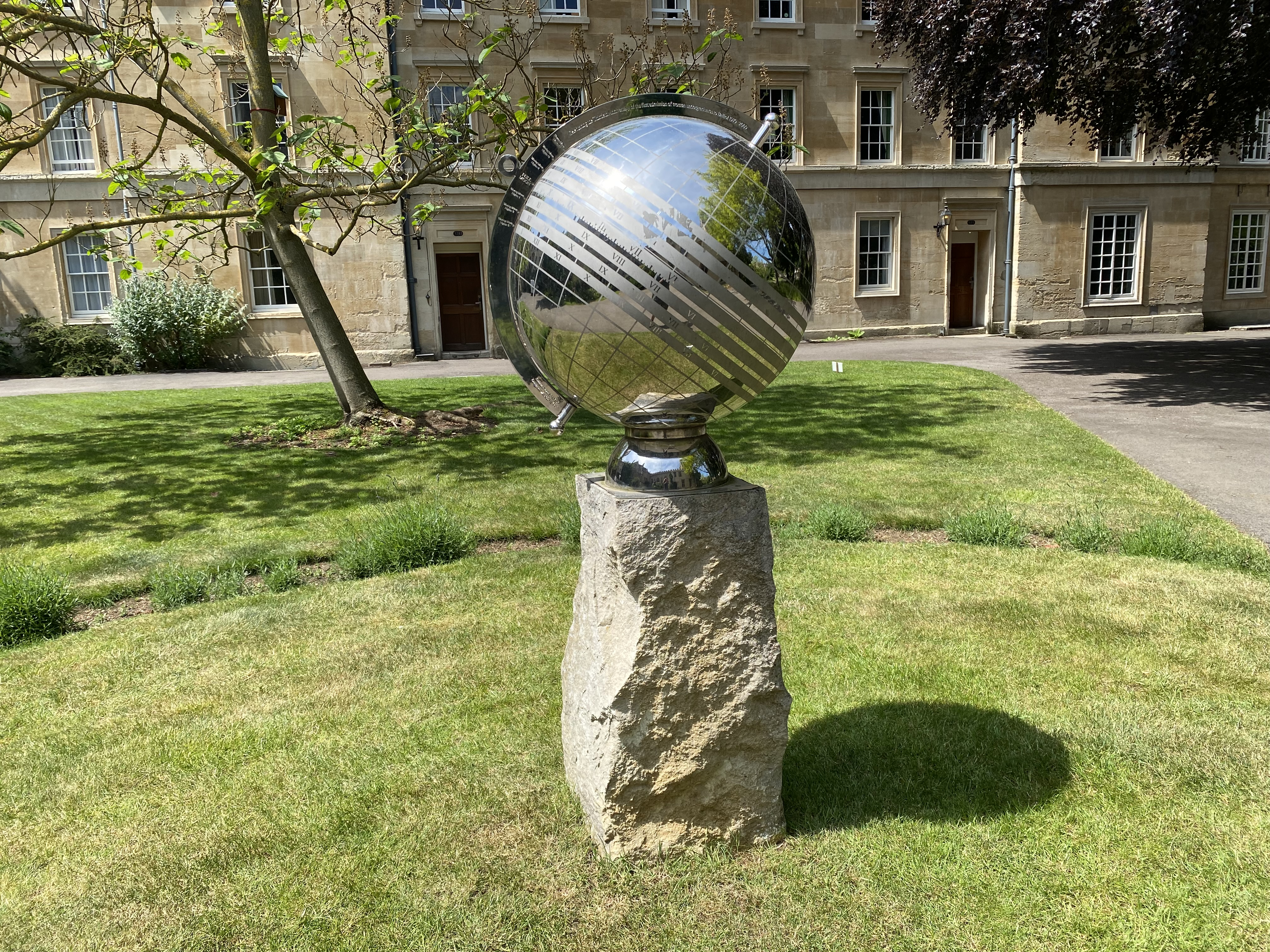
Khuôn viên trường Balliol College Oxford

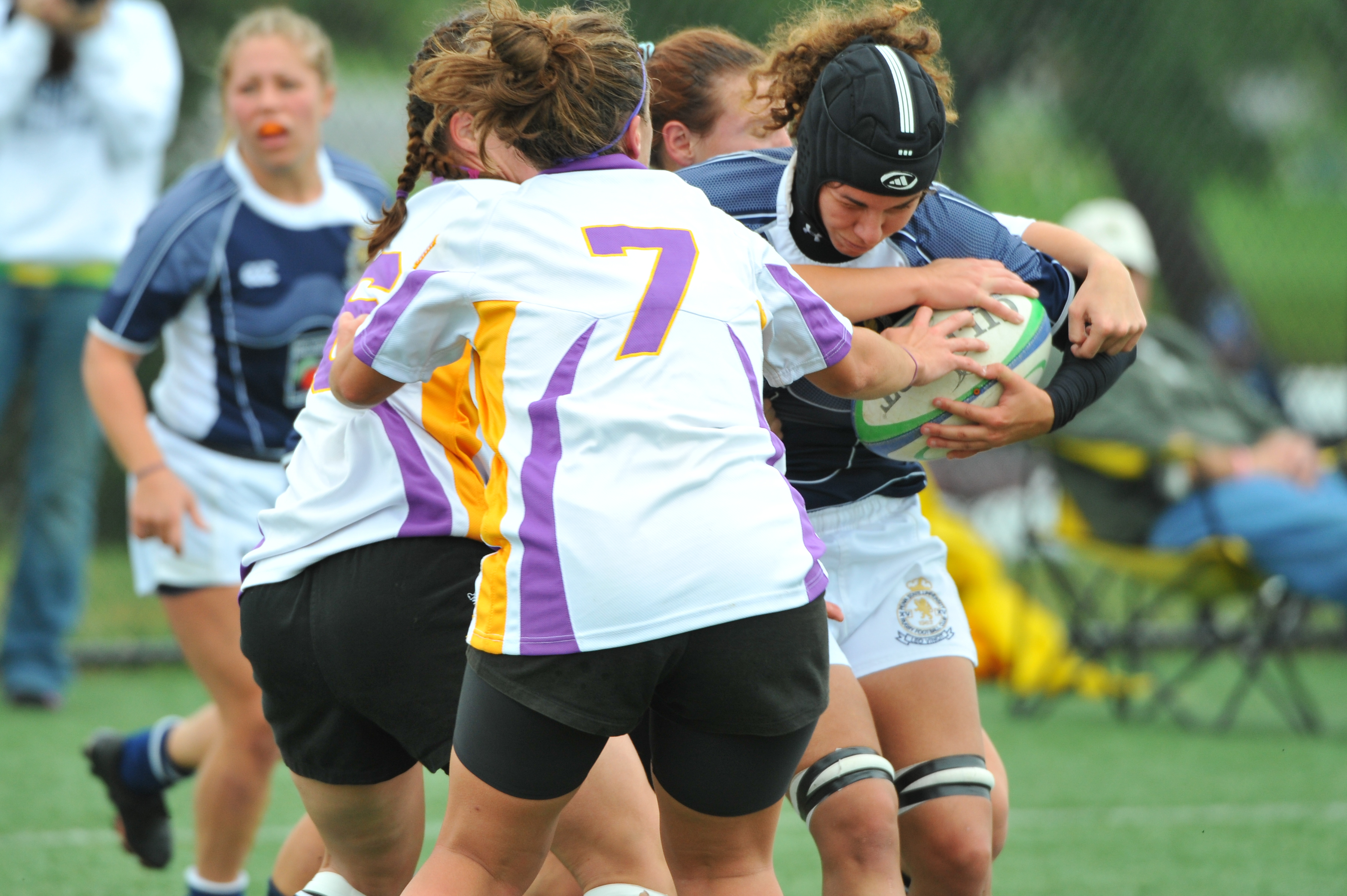
Một trận bóng bầu dục của những nữ sinh cao đẳng ở Mỹ

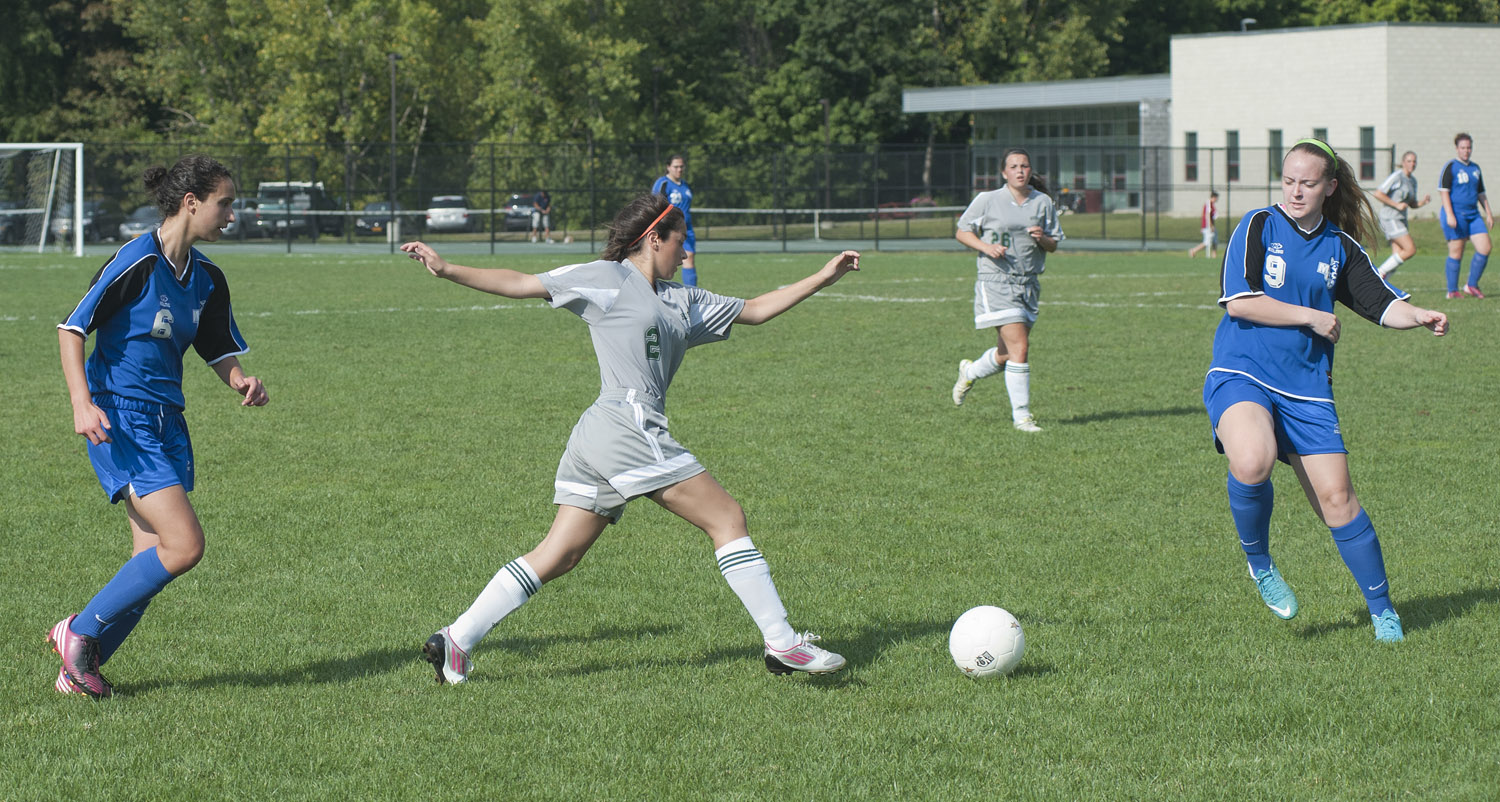
Nữ cầu thủ thi đấu bóng đá nữ tại trường Hudson Valley Community College

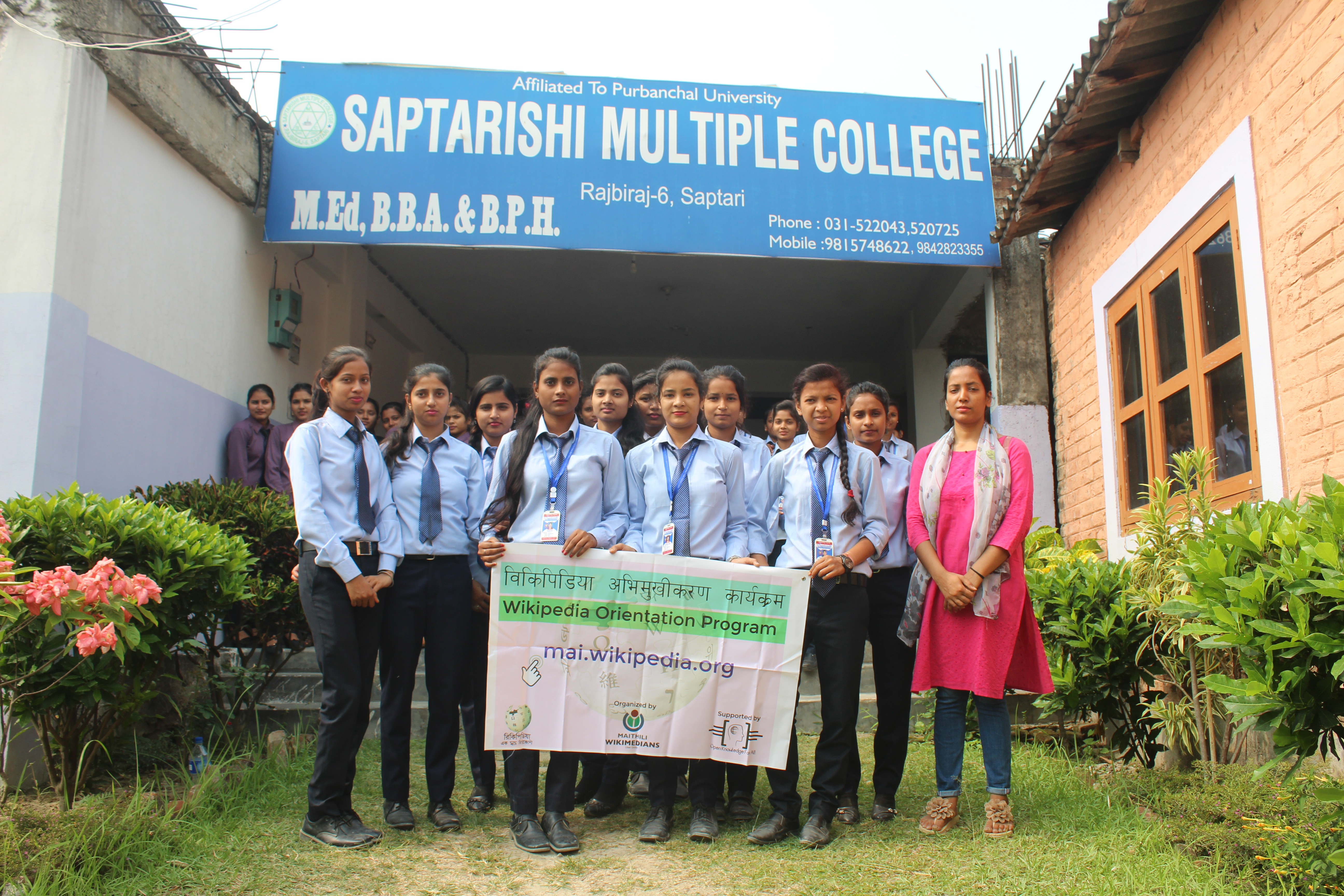
Nữ sinh trường Cao đẵng Saptarishi với Wikipedia

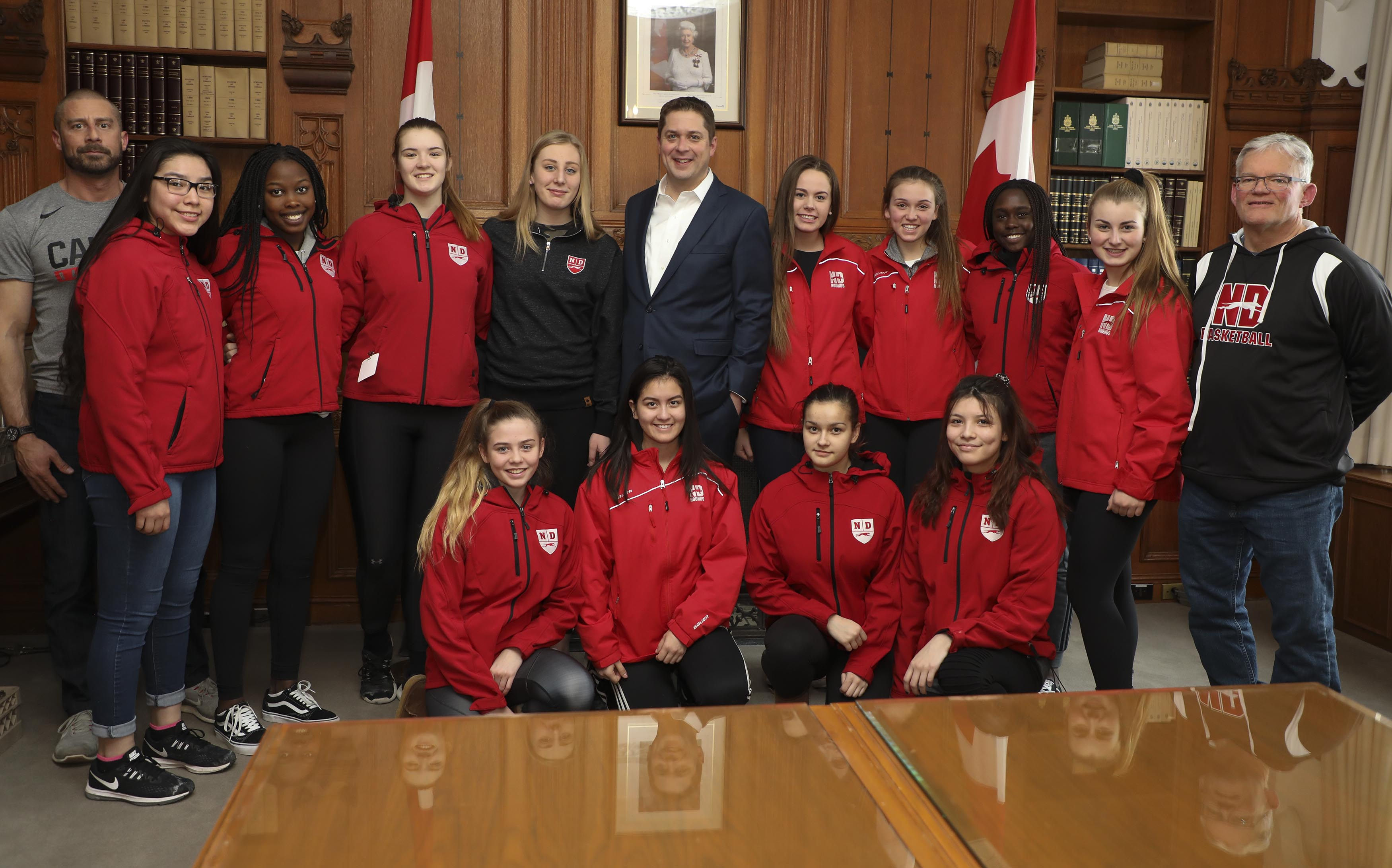
Một buổi lễ tại trường Athol Murray College of Notre Dame

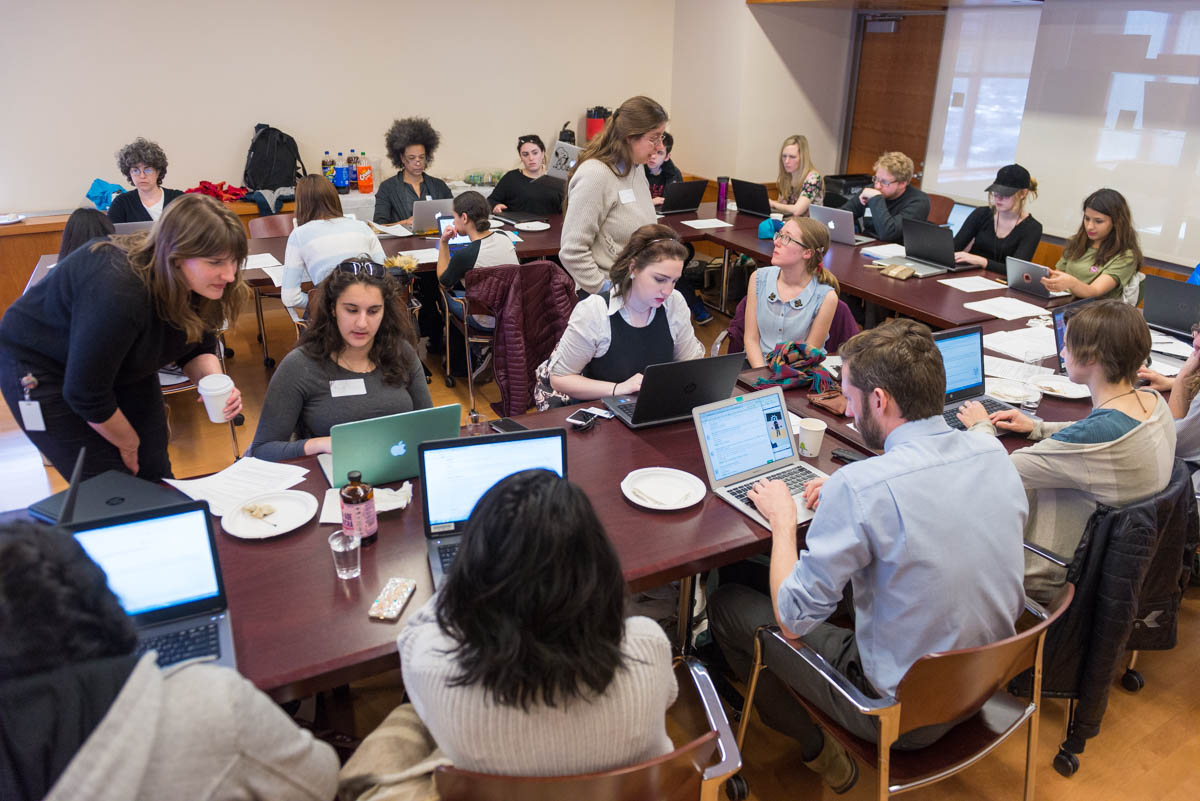
Ngày hội WikiWomen tại trường Queens College

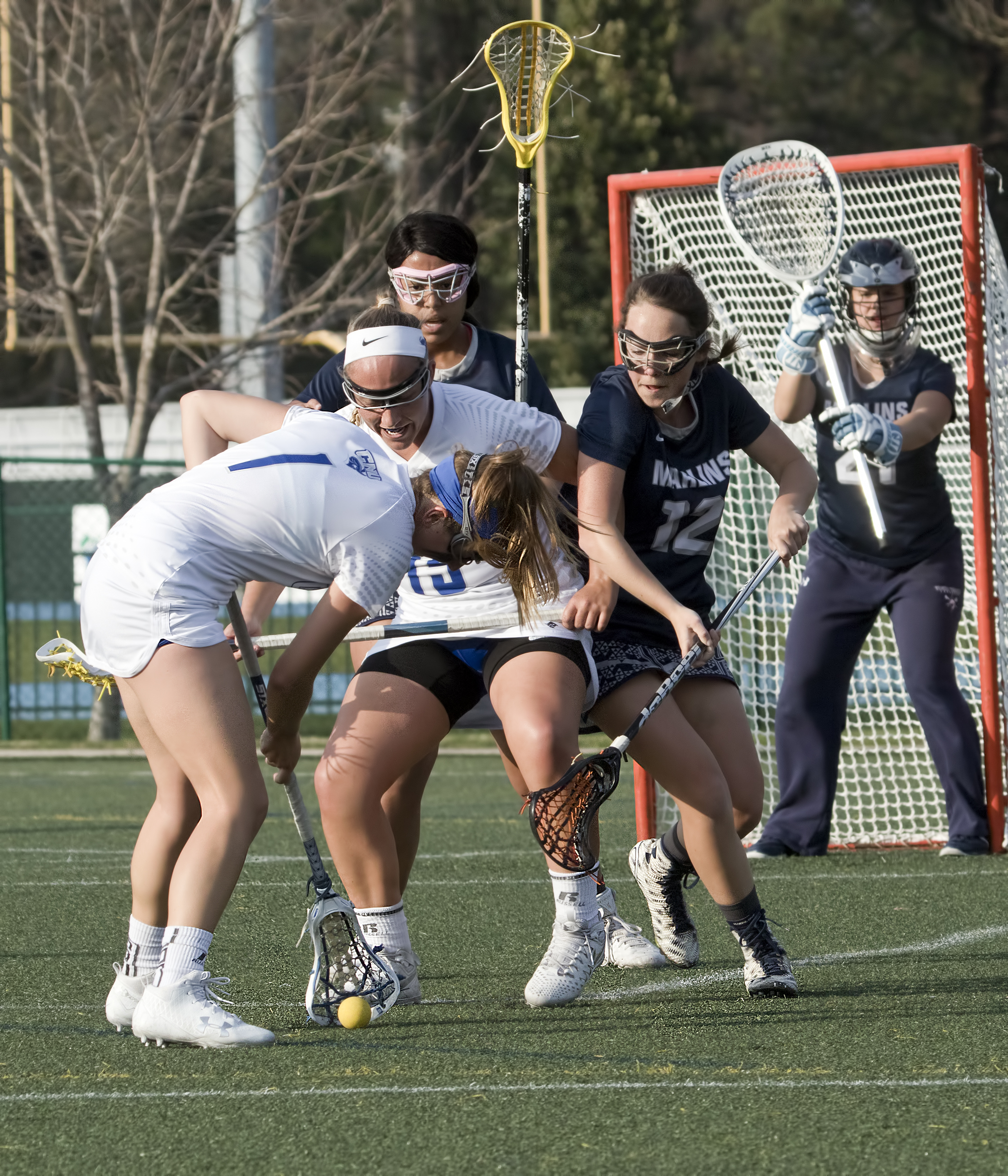
Nữ sinh trường cao đẳng đang thi đấu môn bóng vợt nữ giữa đội Virginia Wesleyan College và đội bóng vợt nữ Christopher Newport Captains (trường Christopher Newport University) trong giải NCAA Division III women's lacrosse tournament

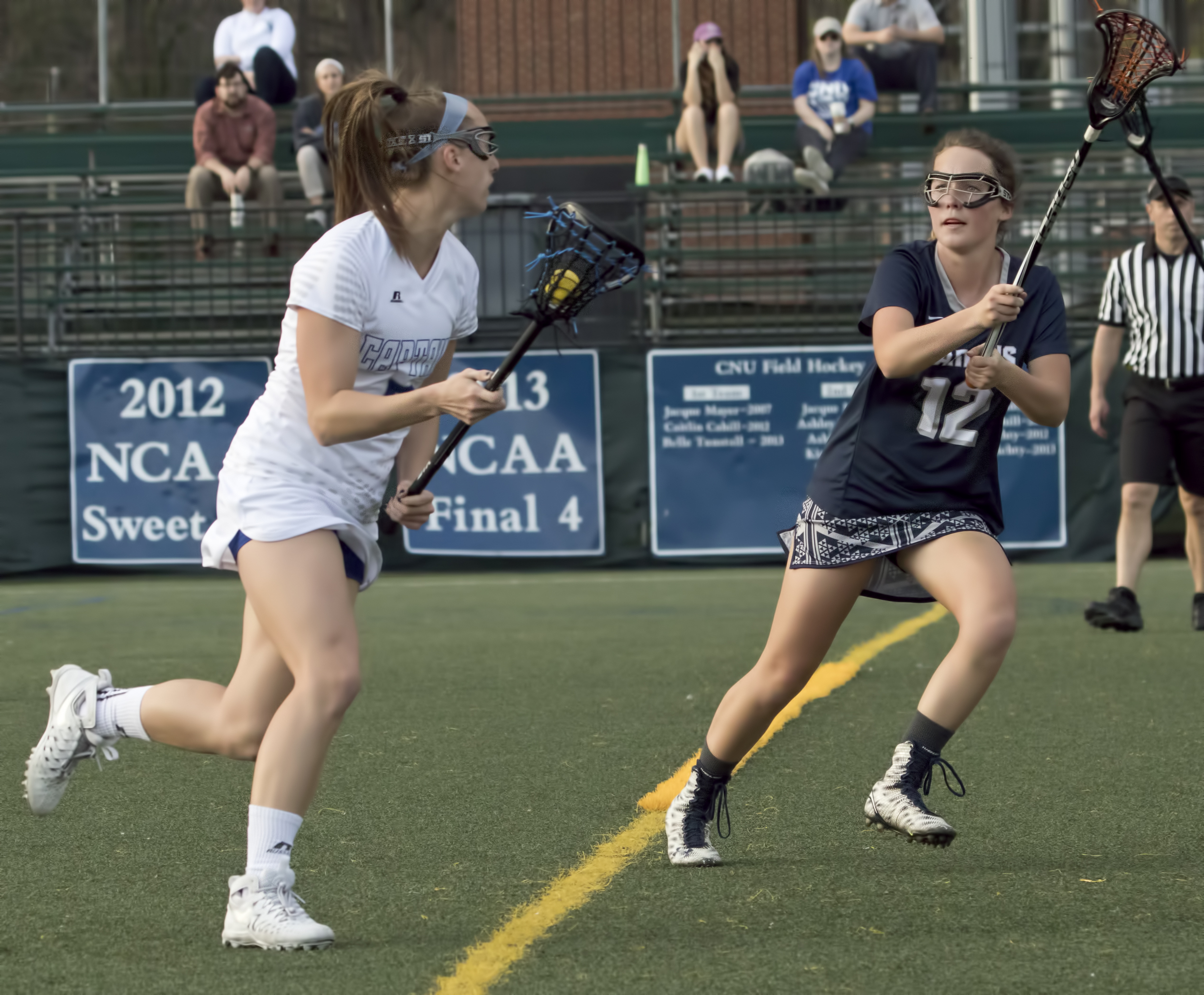
Nữ sinh trường cao đẳng đang thi đấu môn bóng vợt nữ giữ đội Christopher Newport University và Virginia Wesleyan College

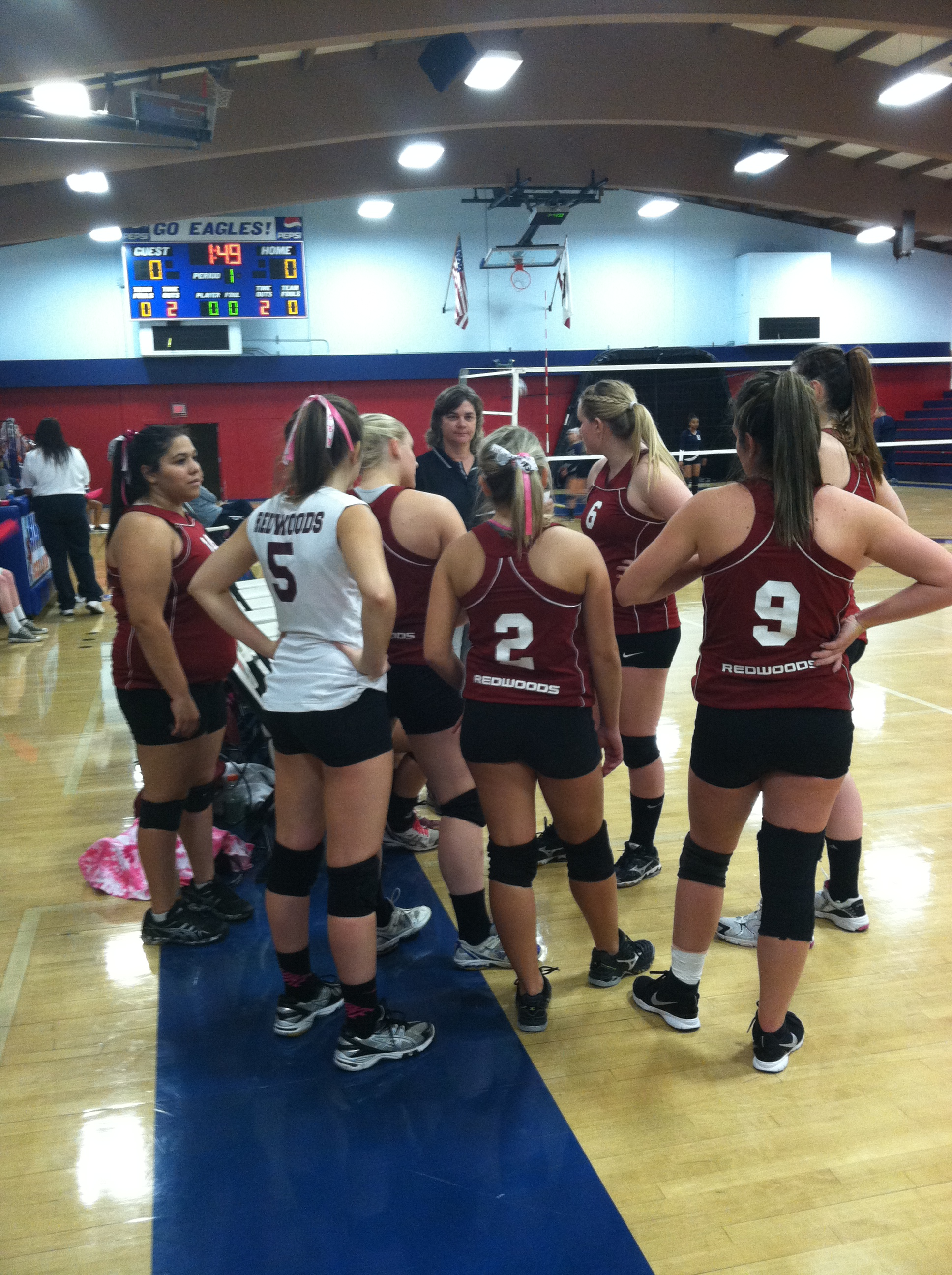
Các nữ sinh thi đấu bóng chuyền của trường Cao đẵng Redwoods

- Murray Edwards College của Anh quốc (hiện hành)
- Newnham College của Anh quốc (hiện đang tồn tại)
- Lucy Cavendish College
- Bedford College của Anh Quốc (thành lập từ năm 1849) nay thuộc University of London
- Girton College
- Lady Margaret Hall
- Royal Holloway
- Hughes Hall
- Somerville College là một trường đại học cấu thành của Đại học Oxford ở Anh. Từ năm 1875, viện đại học thông qua bản quy chế cho phép thu nhận nữ sinh viên cấp cử nhân.
- Đại học St. Andrews (University of St Andrews) với khoa Lady Literate in Arts, là đại học lâu đời nhất Scotland, nằm trong nhóm 20 viện đại học hàng đầu thế giới về các ngành khai phóng và nhân văn theo xếp hạng của Times Higher Education
- St Aidan's College
- St Anne's College
- St Hilda's College
- St Hild's College
- St Hugh's College
- St Mary's College (Trường Cao đẳng Thánh Mary)
- Trevelyan College
- Westfield College
- Queen Elizabeth College
- Hillcroft College
- Bishop Otter College, nay là Đại học Chichester (University of Chichester)
- Digby Stuart College
- Froebel College
- Girton College, Cambridge
- Whitelands College, Roehampton University (lập năm 1841)
- Southlands College
- Edinburgh School of Medicine for Women, Edinburgh (đóng cửa năm 1898)
- Edinburgh College of Medicine for Women, Edinburgh (1889)
- Brescia University College là cơ sở giáo dục dành cho nữ cấp đại học duy nhất của Canada. Trường Brescia liên kết và tọa lạc trong khuôn viên của Đại học Western Ontario ở London, Ontario[15]
- Mount Saint Vincent University  (trong Danh sách trường đại học ở Canada)
- Ewart College, Toronto (trong  Danh sách trường đại học ở Canada)
- Alabama Central Female College, Tuscaloosa
- Alabama Conference Female College, Tuskegee[16].
- Athens Female Academy, Athens  (thành lập năm 1822)[17].
- Auburn (Masonic) Female College, Auburn (mở cửa 1852–1870)
- Auburn Female Institute, Auburn (mở cửa 1892–1908)
- Barber Memorial College, Anniston, Alabama
- Florence Synodical Female College, Florence, Alabama (mở cửa 1855–1893)[18].
- Huntsville Female College, Huntsville, Alabama (mở cửa 1851–1895)
- Judson College, Marion (mở cửa 1838–2021)
- University of Montevallo, Montevallo (trước đây gọi là Trường Nữ công Alabama)
- University of West Alabama, Livingston
- Crescent College and Conservatory, Eureka Springs, Arkansas
- Galloway Female College, Searcy
- Dominican University of California, San Rafael
- Holy Names University, Oakland
- Los Angeles Pacific College, East Los Angeles, California
- Marymount College of Los Angeles, Los Angeles
- Mills College, Oakland
- Mount St. Mary's University, Los Angeles
- Napa Ladies' Seminary
- Notre Dame de Namur University, Belmont
- Pitzer College, Claremont
- Presentation College, Los Gatos
- St. Joseph College, Orange
- San Diego College for Women, San Diego
- San Francisco College for Women, San Francisco
- Scripps College, Claremont
- Colorado Women's College, Denver
- Loretto Heights College, Denver
- Colorado Women's College Collaboratory, Denver
- Albertus Magnus College, New Haven
- Annhurst College, South Woodstock
- Connecticut College, New London
- Diocesan Sisters College, Bloomfield
- Hartford College for Women, Hartford
- Hartford Female Seminary, Hartford
- Litchfield Female Academy, Litchfield
- Maplewood Music Seminary, East Haddam
- Mount Sacred Heart College, Hamden
- University of Saint Joseph, West Hartford
- Mount Vernon College for Women, Georgetown
- Trinity Washington University, Washington
- Washington College of Law at American University, Tenleytown (mặc dù dạy cho sinh viên nữ và ban đầu chỉ dành cho phái nữ, nhưng nam giới lần đầu tiên được nhận vào học vào năm 1897)
- Dunbarton College of the Holy Cross, Washington, D.C.
- Barry University, Miami Shores
- Bethune-Cookman University, Daytona Beach
- Florida State University, Tallahassee
- Lynn University, Boca Raton
- Saint Joseph College of Florida, Jensen Beach
- Agnes Scott College, Decatur
- Americus Female College, Americus (đóng cửa vào năm 1879)
- Andrew College, Cuthbert
- Bethel Female College, Cuthbert
- Brenau University, Gainesville
- Chappell College for Women (còn gọi là Cao đẳng Chappell), Columbus (đã đóng cửa)
- Cox College, LaGrange và sau đó là College Park (đóng cửa năm 1934)
- Georgia College & State University, Milledgeville
- Griffin Female College, Griffin (mở cửa vào năm 1848)
- Hamilton Female College, Hamilton (đóng năm 1870)[19]
- Houston Female College, Perry (đóng cửa vào năm 1896)
- LaGrange College, LaGrange
- Madison Collegiate Institute and Methodist Female College, Madison (đóng cửa vào năm 1880)
- Monroe Female Seminary (sáng lập năm 1829)[17].
- Shorter University, Rome
- Sparta Female Seminary (sáng lập năm 1829)[17].
- Spelman College, Atlanta
- Talbotton Female Seminary (sáng lập năm 1829)[17].
- Tift College, Forsyth (sát nhập với Mercer University vào năm 1986 và chấm dứt tồn tại năm 1987)
- Valdosta State University, Valdosta (đồng lập từ năm 1950)
- Wesleyan College, Macon
- Aurora University, Aurora
- Barat College of the Sacred Heart, Lake Forest
- Dominican University, River Forest
- Evanston College for Ladies, Evanston
- Lexington College, Chicago
- MacMurray College, Jacksonville
- Monticello College, Godfrey
- Mundelein College, Chicago
- North-Western Female College, thành lập năm 1855, sát nhập với Evanston College for Ladies và Northwestern University năm 1873
- Rockford University, Rockford, IL
- Saint Xavier University, Chicago
- Shimer College, Chicago
- University of St. Francis, Joliet
- Coates College for Women, Terre Haute
- Long College for Women, Hanover
- Marian University, Indianapolis
- Moravian Seminary for Young Ladies, Hope, Indiana
- Saint Mary's College, Notre Dame
- Saint Mary-of-the-Woods College, St. Mary's
- University of Saint Francis, Fort Wayne
- Briar Cliff University, Sioux City
- Clarke University (nay đã được tái cơ cấu)
- Decorah College for Women, Decorah
- Marycrest International University, Davenport
- Mount Mercy University, Cedar Rapids
- Ottumwa Heights College, Ottumwa
- Newman University, Wichita
- Mount St. Scholastica College, Atchison
- Oswego College for Young Ladies, Oswego
- University of Saint Mary, Leavenworth
- Vail College, Topeka
- Green River Academy
- Beaumont College, Kentucky
- Bethel College, Russellville
- Brescia University, Owensboro
- Caldwell Female College, Danville, Kentucky
- Campbell–Hagerman College, Lexington
- Cedar Bluff College, Woodburn
- Clinton College, Clinton
- Elizabethtown Female Academy, Elizabethtown[20][21][22].
- Georgetown Female College, Georgetown
- Hamilton College, Lexington
- John Lyle's Female Seminary (thành lập năm 1806)[17].
- Kentucky College for Young Ladies, Pewee Valley
- Kentucky College for Women, Danville[23], Lexington, Kentucky
- Logan Female College, Russellville
- Lynnland Female Institute hay Lynnland Female College, Glendale, Kentucky bắt đầu năm 1867
- Midway University, Midway
- Millersburg Female College
- Nazareth Academy, Nelson County
- Pleasant J. Potter College, Bowling Green
- Sayre Female Institute được kiến trúc sư Major Thomas Lewinski thiết kế nên, Lexington.
- Spalding College, Louisville — lập năm 1920 do các Sơ thuộc Dòng Chị em Thương khó Nazareth, hiện nay là Spalding University.
- St. Catharine College, Springfield (đóng cửa năm 2016)
- Stanford Female College, Stanford, được thành lập vào năm 1871 do một công ty chứng khoán đầu tư, sau đó đã đóng cửa vào năm 1872
- Ursuline College, Louisville (sát nhập với Bellarmine College vào năm 1968)
- Villa Madonna College, Covington, thành lập năm 1921 do các Sơ thuộc Dòng Chị em Benedictine xứ Covington, hiện hành lấy tên là Thomas More University vào năm 2018.
- College of the Sacred Heart, Grand Coteau (đóng cửa năm 1956, xem Academy of the Sacred Heart)
- Dodd College, Shreveport (đóng cửa năm 1942)
- H. Sophie Newcomb Memorial College, New Orleans (ngừng hoạt động theo quyết định của Tulane University năm 2006)
- Keachi Female College, Keachi, ở Desoto Parish (đóng cửa năm 1912)
- Mansfield Female College, Mansfield (sát nhập với Centenary College of Louisiana năm 1930)
- University of Holy Cross, New Orleans, (đồng sáng lập năm 1967 với Our Lady of Holy Cross College cho đến năm 2016)
- St. Mary's Dominican College, New Orleans (đóng cửa năm 1984)
- Xavier University of Louisiana, New Orleans
- Saint Joseph's College of Maine, Standish (đồng sáng lập kể từ năm 1970)
- Baltimore Female College, Baltimore, tọa lạc tại St. Paul Street
- Cambridge Female Academy (thành lập năm 1830)[17].
- Goucher College, Towson, (kể từ năm 1910), trước đó là "Women's College of Baltimore", tọa lạc tại St. Paul Street
- Hood College, Frederick, (tiền thân là "Woman's College of Frederick") (thành lập năm 1893, đồng tái lập năm 2002)
- Maryland College for Women, Lutherville (đóng cửa năm 1952)
- Mount Saint Agnes College, Mount Washington, Baltimore (đóng cửa năm 1971 sau đó sát nhập với Loyola University Maryland)
- Mount Washington Female College, Mount Washington, Baltimore (đóng cửa năm 1861)
- St. Mary's Female Seminary Junior College, St. Mary's County, ở St. Mary's City sau một giai đoạn lịch sử thì đổi tên thành St. Mary's College of Maryland và nay nằm trong liên hiệp University System of Maryland
- Notre Dame of Maryland University, Baltimore
- Patapsco Female Institute, Ellicott City, ở Howard County (thành lập năm 1837, đóng cửa năm 1891)
- Saint Joseph College, Emmitsburg (đóng cửa năm 1973 để sát nhập vào Mount Saint Mary's University)
- Stevenson University, Stevenson
- Woman's Medical College of Baltimore, Baltimore (đóng cửa năm 1910)
- Anna Maria College, Paxton
- Aquinas College, Milton và Newton (đóng cửa năm 2000)
- Bard College at Simon's Rock, Great Barrington (đồng lập kể từ năm 1970)
- Bay Path University, Longmeadow
- Bradford College, Haverhill (fthành lập năm 1803, đồng lập kể từ năm 1971; đóng cửa năm 2000)
- Cardinal Cushing College, Brookline (đóng cửa năm 1972)
- Elms College, Chicopee (đồng lập kể từ năm 1998)
- Emmanuel College, Boston (đồng lập kể từ năm 2001)
- Endicott College, Beverly (đồng lập kể từ năm 1994)
- Garland Junior College, Boston (merged into Simmons University in 1976)
- Ipswich Female Seminary, Ipswich (đóng cửa năm 1878)
- Jackson College for Women, Medford (trường đại học phối thuộc của Tufts University; sát nhập với School of Arts & Sciences vào năm 1980)
- Lasell University, Newton (đồng lập kể từ năm 1997; mang danh Lasell College cho tới năm 2019)
- Lesley College, Cambridge (là một chương trình cao đẳng của Lesley University; đồng lập kể từ năm 2005)
- Mount Holyoke College, South Hadley
- Mount Ida College, Newton (đồng lập kể từ năm 1972; đóng cửa năm 2018 bởi University of Massachusetts tại Amherst as Mount Ida Campus of UMass Amherst)
- New England Female Medical College, Boston (sát nhập với Boston University School of Medicine năm 1874)
- New England School of Law, Boston (đồng lập kể từ năm 1938)
- Newton College of the Sacred Heart, Newton Centre (sát nhập với Boston College năm 1974)
- Oread Institute, Worcester (đóng cửa năm 1934)
- Pine Manor College, Chestnut Hill (đồng lập kể từ năm 2014; nay thuộc Boston University năm 2020)
- Radcliffe College, Cambridge (đóng cửa năm 1999, nay thuộc  Harvard University)
- Regis College, Weston (đồng lập kể từ năm 2007)
- Simmons University, Boston (Mặc dù trường có các chương trình trực tuyến dành cho tất cả mọi người và đã mở các chương trình sau đại học cho nam sinh, nhưng chương trình đại học ban ngày của trường vẫn chỉ dành cho  nữ sinh)[24].
- Smith College', Northampton
- Wellesley College, Wellesley
- Wheaton College (đồng lập kể từ năm 1987)
- Wheelock College, Boston (đồng lập kể từ năm 1967; sát nhập với Boston University năm 2018)
- Aquinas College, Grand Rapids, Michigan (đồng lập kể từ năm 1931)
- Madonna University, Livonia (đồng lập kể từ năm 1972)
- Marygrove College, Detroit (đóng cửa năm 2019)
- Mercy College of Detroit, Detroit (ngày đồng lập không rõ nhưng sau đó đã sát nhập với University of Detroit Mercy năm 1990)
- Michigan Female College, Lansing (bắt đầu từ năm 1855)[25].
- Michigan Female Seminary, Kalamazoo (bắt đầu năm 1865)[26].
- Siena Heights University, Adrian (đồng lập kể từ năm 1969)
- Young Ladies Seminary and Collegiate Institute, Monroe
- College of Saint Benedict, St. Joseph
- College of St. Scholastica, Duluth (đồng lập kể từ năm 1969)
- St. Catherine University, Saint Paul
- College of Saint Teresa, Winona (đóng cửa năm 1989)
- Lea College, Albert Lea (đóng cửa năm 1973)
- Saint Mary's Junior College, Minneapolis (sát nhập với St. Catherine University vào năm 1985)
- All Saints' College (Vicksburg), Vicksburg (đóng cửa năm 2006)
- Blue Mountain Christian University, Blue Mountain
- Chickasaw Female College, Pontotoc (đóng cửa năm 1936)
- Corona College, Corinth (đóng cửa năm 1862)
- Elizabeth Female Academy, Washington (đóng cửa năm 1845)
- Hillman College, Clinton (sát nhập với Mississippi College năm 1942)
- Mary Holmes College, West Point (đóng cửa năm 2003)
- Meridian Female College (đóng cửa năm 1904)
- Mississippi University for Women, Columbus (đồng sáng lập từ năm 1982)
- Mount Hermon Female Seminary, Clinton (đóng cửa năm 1924)
- Port Gibson Female College, Port Gibson (đóng cửa năm 1928)
- Sharon Female College, Sharon (đóng cửa năm 1873)
- Union Female College, Oxford
- Whitworth College, Brookhaven (đóng cửa năm 1980)[27]
- William Carey University, Hattiesburg (đồng sáng lập từ năm 1954)
- Avila University, Kansas City (đồng lập kể từ năm 1969)
- Baird College, Clinton (đóng cửa năm 1898)
- Carlton College, Springfield (đóng cửa năm 1861)
- Central Female College, Lexington (đóng cửa năm 1924)
- Clinton College, Clinton (đóng cửa năm 1904)
- Cottey College, Nevada
- Columbia College (Missouri), Columbia (đồng sáng lập kể từ 1969)
- Forest Park College, St. Louis (đóng cửa năm 1925)
- Hardin College and Conservatory of Music, Mexico (đóng cửa năm 1931)
- Howard–Payne Junior College, Fayette (đóng cửa năm 1927)
- Independence College, Independence (đóng cửa năm 1898)
- Kansas City Ladies College, Independence (đóng cửa năm 1905)
- Lindenwood University, St. Charles (đồng sáng lập từ năm 1969)
- Madame Perdreville's School for Girls (thành lập từ năm 1818)[17].
- Marillac College, St. Louis (đóng cửa năm 1974)
- Maryville University, Town and Country (đồng lập kể từ năm 1968)
- Notre Dame College, St. Louis (đóng cửa năm 1977)
- Patee Female College, St. Joseph (đóng cửa năm 1868)
- St. Joseph Female College, St. Joseph (đóng cửa năm 1881)
- St. Louis Female Academy (thành lập năm 1823)[17].
- Stephens College, Columbia
- Synodical College, Fulton (đóng cửa năm 1928)
- Webster University, Webster Groves (đồng sáng lập kể từ 1962)
- William Woods University, Fulton (đồng lập kể từ năm 1997)
- Woman's Medical College of St. Louis, St. Louis (đóng cửa năm 1896)
- Clarkson College, Omaha (đồng lập kể từ những năm 1970)
- College of Saint Mary, Omaha
- Servite College, Omaha (đồng thành lập từ những năm 1990)
- Miss Catherine Fiske's Young Ladies Seminary ở Keene (thành lập năm 1814)[17].
- Colby–Sawyer College, New London (women's college from 1928 to 1990; co-ed since 1991)
- Mount Saint Mary College, Hooksett (đóng cửa năm 1978)
- Notre Dame College, Manchester (đóng cửa năm 2002; chương trình giảng dạy được chuyển qua Southern New Hampshire University)[28].
- Pierce College for Women, Concord (đóng cửa năm 1972)
- Rivier University, Nashua (đồng lập kể từ năm 1991)
- Assumption College for Sisters, Denville
- Bordentown Female College, Bordentown (đóng cửa năm 1893)
- Caldwell University, Caldwell (đồng lập kể từ năm 1985)
- Centenary University, Hackettstown (đồng lập kể từ năm 1988)
- St. Elizabeth University, Morristown (đồng lập kể từ năm 2015)
- Douglass College (Rutgers University), New Brunswick (a residential college since 2007)
- Englewood Cliffs College, Englewood Cliffs (đóng cửa năm 1974)
- Evelyn College for Women, Princeton University, Princeton (đóng cửa năm 1897)
- Felician University, Lodi and Rutherford (đồng lập kể từ năm 1986)
- Georgian Court University, Lakewood (đồng lập kể từ năm 2013)
- Adelphi University, Garden City (là loại hình trường cao đẳng nữ sinh từ năm 1912 tới năm 1946)
- Barleywood Female University, Rochester (đóng cửa năm 1853)
- Barnard College, Manhattan (liên hiệp với Columbia University nhưng vẫn có tư cách độc lập)
- Bennett College, Millbrook (đóng cửa năm 1978)
- Briarcliff College, Briarcliff Manor (đóng cửa năm 1977)
- Cazenovia College, Cazenovia (đồng lập kể từ các năm 1961-1982; đóng cửa năm 2023)
- Chamberlain Institute and Female College, Randolph
- College of Mount Saint Vincent, Riverdale (đồng lập kể từ năm 1974)
- College of New Rochelle, New Rochelle (đồng lập kể từ năm 2016; sát nhập vào Mercy College năm 2019)
- College of St. Rose, Albany (đồng sáng lập kể từ năm 1969)
- Daemen University, Amherst (cho tới năm 2022)
- Dominican University, Orangeburg (đồng sáng lập năm 1967, mang danh Dominican College cho tới năm 2022)
- D'Youville University, Buffalo (đồng sáng lập năm 1971; mang danh D'Youville College cho tới 2022)
- Elmira College, Elmira (đồng lập kể từ năm 1969)
- Finch College, Manhattan (đóng cửa năm 1976)
- Hunter College, Manhattan (đồng lập kể từ năm 1964)
- Ingham University, Le Roy (đóng cửa năm 1892)
- Keuka College, Keuka Park (đồng lập kể từ năm 1985)
- Ladycliff College, Highland Falls, New York (đóng cửa năm 1980)
- LIM College, Manhattan (đồng lập kể từ năm 1972)
- Kirkland College, Clinton (sát nhập với Hamilton College năm 1978)
- Manhattanville College, Purchase (đồng lập kể từ năm 1969)
- Marymount College, Tarrytown (đóng cửa năm 2007 theo quyết định của Fordham University)
- Marymount Manhattan College, Manhattan (đồng lập kể từ năm 1970)
- Mercy University, Dobbs Ferry (đồng lập kể từ những năm 1970; mang danh Mercy College cho tới năm 2023)
- Molloy University, Rockville Centre (đồng lập kể từ năm 1982; mang danh Molloy College cho tới năm 2022)
- Mount Saint Mary College, Newburgh (đồng lập kể từ năm 1968)
- Nazareth University, Pittsford (đồng sáng lập những năm 1970, mang danh Nazareth College cho đến năm 2023)
- New York Medical College for Women, Manhattan (đóng cửa năm 1918)
- Notre Dame College, Staten Island (merged with St. John's University in 1971)
- Russell Sage College, Troy (đồng lập năm 2020 sau đóng sát nhập với Sage College of Albany)
- Rutgers Female College, Manhattan (1838-1894)
- Sarah Lawrence College, Yonkers (đồng lập kể từ năm 1968)
- Skidmore College, Saratoga Springs (đồng lập kể từ năm 1971)
- Stern College for Women, Manhattan (là cao đẳng của trường Yeshiva University)
- St. Joseph's University, Brooklyn, New York (đồng lập kể từ năm 1970; mang danh St. Joseph's College cho tới năm 2022)
- Trocaire College, Buffalo (đồng lập kể từ năm 1972)
- Vassar College, Poughkeepsie (co-ed since 1969)
- Villa Maria College, Buffalo (đồng lập kể từ năm 1968)
- Wells College, Aurora (đồng lập kể từ năm 2005)
- William Smith College, Geneva (trường đại học phối hợp của Hobart and William Smith Colleges)
- Asheville Female College, Asheville
- Barber–Scotia College, Concord (đồng lập từ năm 1954)
- Bennett College, Greensboro
- Chowan University, Murfreesboro (đồng lập kể từ năm 1931)
- Concord Female Seminary, Statesville
- East Carolina University, Greenville (không có  sinh viên nam từ năm 1932; chính thức thành lập vào năm 1947)
- Flora MacDonald College, Red Springs (sát nhập với Presbyterian Junior College năm 1958 từ St. Andrews University)
- Greensboro College, Greensboro (đồng lập kể từ năm1954)
- Judson College, Hendersonville (mở cửa năm 1882–92)
- Lees-McRae College, Banner Elk (đồng lập kể từ năm 1931)
- Linwood Female College, gần Gastonia (đồng lập kể từ năm 1915, đóng cửa năm 1921)
- Louisburg College, Louisburg (co-ed since 1931)
- Mecklenburg Female College, Mecklenburg[29].
- Meredith College, Raleigh
- Montreat College, Montreat (là loại hình cao đẵng nữ sinh giai đoạn 1945–1959)
- Queens University of Charlotte, Charlotte (đồng lập kể từ năm 1987)
- Salem College, Winston-Salem
- University of North Carolina at Greensboro, Greensboro (đồng lập kể từ năm 1963)
- Wesleyan Female College, Murfreesboro (đóng cửa năm 1893)[30].
- William Peace University, Raleigh
- University of Mary, Bismarck
- Cincinnati Wesleyan Female Seminary, Cincinnati
- Edgecliff College, Cincinnati (đồng lập kể từ năm 1970; sát nhập với Xavier University năm 1980)
- Hillsboro Female College, Hillsboro
- Lake Erie College, Painesville (đồng lập kể từ năm 1985)
- Lourdes University, Sylvania (đồng lập kể từ năm 1975; mang danh Lourdes College cho tới năm 2011)
- Mount St. Joseph University, Cincinnati (đồng lập kể từ năm 1986; mang danh College of Mount St. Joseph cho tới năm 2014)
- Notre Dame College, South Euclid (đồng lập kể từ năm 2001)
- Ohio Dominican University, Columbus (đồng lập kể từ năm 1964)
- Ohio Female College, Cincinnati (đóng cửa năm 1873)
- Ohio Wesleyan Female College, Delaware (đóng cửa năm 1877; sát nhập với Ohio Wesleyan University)
- Oxford Female Institute, Oxford, (sát nhập với Miami University)
- Shepardson College for Women, Granville, Ohio (sát nhập với Denison University năm 1900)
- Steubenville Female Seminary, Steubenville (khai trương năm 1829–1898)
- Ursuline College, Pepper Pike
- Western College for Women, Oxford (đóng cửa năm 1974; sát nhập với Miami University)
- Oklahoma College for Women (đồng lập từ năm 1965; hiện nay mang tên là University of Science and Arts of Oklahoma)[31][32]
- Marylhurst University, Marylhurst (đóng cửa năm 2018)
- Mount Angel College, Mount Angel (đóng cửa năm 1972)
- Alvernia University, Reading (đồng lập kể từ năm 1971)
- Arcadia University, Glenside (đồng lập kể từ năm 1972)
- Bryn Mawr College, Bryn Mawr
- Cabrini University, Radnor (đồng lập kể từ năm 1980)
- Carlow University, Pittsburgh (đồng lập kể từ năm 1945, vẫn tiếp tục cung cấp các dịch vụ giáo dục cho nữ sinh)
- Cedar Crest College, Allentown
- Chatham University, Pittsburgh (đồng lập kể từ năm 2014)
- Chestnut Hill College, Philadelphia (đồng lập kể từ năm 2003)
- Gwynedd Mercy University, Gwynedd Valley (đồng lập kể từ năm 1966)
- Holy Family University, Philadelphia (đồng lập kể từ năm 1970-71)
- Harcum College, Bryn Mawr (đồng lập kể từ năm 2003)
- Immaculata University, Malvern (đồng lập kể từ năm 2005)
- La Roche University, McCandless (đồng lập kể từ năm 1970)
- Margaret Morrison Carnegie College, Pittsburgh (đóng cửa theo quyết định của Carnegie Mellon University năm 1973)
- Marywood University, Scranton (đồng lập kể từ năm 1989)
- Mercyhurst University, Erie (đồng lập kể từ năm 1969)
- Misericordia University, Dallas (đồng lập kể từ những năm 1970)
- Moore College of Art and Design, Philadelphia
- Moravian University, Bethlehem (sáng lập năm 1742, đồng lập kể từ năm 1954; mang danh Moravian College cho tới năm 2021)
- Mount Aloysius College, Cresson (đồng lập kể từ năm 1968)
- Neumann University, Aston (đồng lập kể từ năm 1980)
- Pittsburgh Female College, Pittsburgh (đóng cửa năm 1896)
- Rosemont College, Rosemont (đồng lập kể từ năm 2009)
- Seton Hill University, Greensburg (đồng lập kể từ năm 2002)
- Susquehanna Female College, Selinsgrove (đóng cửa năm 1872, các sinh viên được chuyển sang Missionary Institute of the Evangelical Lutheran Church, bây giờ là Susquehanna University)
- Villa Maria College, Erie (sát nhập với Gannon University vào năm 1989)
- Wilson College, Chambersburg (đồng lập kể từ năm 2013)
- Woman's Medical College of Pennsylvania, Philadelphia (đồng lập kể từ năm 1970, bây giờ là Drexel University's College of Medicine)
- Pembroke College, Providence (trước đây là của Brown University, sát nhập hoàn toàn vào năm 1971)
- Salve Regina University, Newport (trước đây là Salve Regina College; đồng lập kể từ năm 1973)
- Anderson University, Anderson (đồng lập kể từ năm 1930)
- Chicora College for Women, Columbia (sát nhập với trường Queens College of Charlotte vào năm 1930)
- Coker University, Hartsville (đồng lập kể từ năm 1969; mang danh Coker College cho tới năm 2019)
- Columbia College, Columbia (đồng lập kể từ năm 2021)
- Columbia Female College, Columbia (đóng cửa năm 1888)
- Converse University, Spartanburg (đồng lập kể từ năm 2020; tên gọi Converse College từ năm 2021)
- Due West Female College, Due West (sát nhập với Erskine College năm 1927; đóng cửa năm 1928)
- Greenville (Baptist) Female College;, Greenville (trước là tên Greenville Female College, sau có tên là Greenville Woman's College; sát nhập với Furman University năm 1938, nhưng vẫn giữ cho tới năm 1961)
- Johnson Female University, Anderson (khai trương từ năm 1856 tới 1863)
- Lander University, Greenwood (đồng lập kể từ năm 1943; mang danh Williamston Female College mãi sau đó)
- Laurensville Female College, Laurens (ngày đóng cửa chưa rõ)
- Limestone University, Gaffney (đồng lập kể từ năm 1970; mang danh Limestone College kể từ năm 2020)
- Old Cokesbury and Masonic Female College and Conference School, Cokesbury (giáo dục cho nữ sinh giai đoạn 1854–1874; nam sinh giai đoạn 1876-1882 trước khi trở thành trường công lập vào năm 1918; đóng cửa năm 1954)
- Orangeburg Female College, Orangeburg (chưa rõ ngày đóng cửa)
- Reidville Female College, Reidville (chưa rõ ngày đóng cửa)
- South Carolina Female Collegiate Institute, Barhamville ở Columbia (đóng cửa năm 1867)
- Spartanburg Female College, Spartanburg (đóng cửa năm 1871)
- Summerland College for Women, Batesburg (đóng cửa năm 1930)
- Walhalla Female College, Walhalla (đóng cửa năm 1885)
- Winthrop University, Rock Hill (đồng lập kể từ năm 1974)
- Yorkville Female College, York (đóng cửa năm 1880)
- Mount Marty University, Yankton (đồng lập kể từ năm 1969, mang danh Mount Marty College đến năm 2020)
- Presentation College, Aberdeen (đóng cửa sau năm 2023)
- Aquinas College, Nashville (đồng lập kể từ năm 1962)
- Belmont University, Nashville (đồng lập kể từ năm 1951)
- Brinckley Female College, Memphis
- Cumberland Female College, McMinnville (khai trương và hoạt động trong giai đoạn năm 1850–1892)[33].
- East Tennessee Female Institute, Knoxville
- Martin Female College, Pulaski – Thành lập năm 1870; trở thành Martin College năm 1908, sau đó bán cho hệ thống University of Tennessee năm 2021 và nay là cấu phần của University of Tennessee Southern.
- Mary Sharp College, Winchester (mở cửa từ năm 1851 đến 1896)
- Moses Fisk's Female Academy (thành lập năm 1806)[17]
- Lambuth University, Jackson (đóng cửa năm 2011)
- Newman College for Women, Jefferson City (sát nhập với Carson-Newman College năm 1888)
- Soule College for Women, Murfreesboro (đóng cửa vào năm 1855)
- Tennessee College for Women, Murfreesboro (sát nhập với Cumberland University năm 1946)
- Ward–Belmont College, Nashville (đóng cửa năm 1950)
- Carr–Burdette College, Sherman (đóng cửa năm 1929)
- Chappell Hill Female College, Chappell Hill (đóng cửa năm 1912)
- Charnwood Institute, Tyler (đồng lập kể từ năm 1865 tới 1874. Dành cho nữ sinh từ 1874 tới 1882)
- Eastern Texas Female College, Tyler (trở thành Charnwood Institute năm 1865)
- Hillyer Female College, Goliad (trở thành Paine Female Institute năm 1852)
- Kidd-Key College, Sherman (đóng cửa năm 1935)
- Mary Allen Seminary, Crockett (đóng cửa năm 1972)
- Mary Connor Female College, Paris[34]
- University of Mary Hardin–Baylor, Belton (đồng lập kể từ năm 1971, nguồn gốc là từ một khóa dạy nữ sinh của trường Baylor University)
- Our Lady of the Lake University, San Antonio  (đồng lập kể từ năm 1969)
- University of the Incarnate Word, San Antonio và Alamo Heights (tên cũ là Incarnate Word School; trở thành College and Academy of the Incarnate Word năm 1909; đồng lập kể từ năm 1970, nay được biết là University of the Incarnate Word kể từ năm 1996)
- University of San Antonio, San Antonio (đóng cửa năm 1942)
- Texas Woman's University, Denton, Dallas and Houston (đồng lập kể từ năm 1994)
- Tillotson College, Austin (cao đẳng nữ sinh từ giai đoạn năm 1926 tới năm 1935)
- Waco Female College, Waco (đóng cửa năm 1895)
- College of Saint Mary-of-the-Wasatch, Salt Lake City (đóng cửa năm 1969)
- Bennington College, Bennington (đồng lập kể từ năm 1969)
- College of St. Joseph, Rutland (đóng cửa năm 2019)
- Green Mountain College, Poultney (đóng cửa năm 2019)
- Trinity College of Vermont, Burlington (đóng cửa năm 2000)
- Averett University, Danville (đồng lập kể từ năm 1969)
- Blackstone College, Blackstone (đóng cửa năm 1950)
- Chesapeake Female College, Hampton (mở cửa năm 1854–1861)[35].
- Elizabeth College, Salem (đóng cửa năm 1922)
- Hartshorn Memorial College, Richmond (sát nhập với Virginia Union University năm 1932)
- Hollins University, Roanoke
- Longwood University, Farmville (đồng lập kể từ năm 1976)
- Madison College, Harrisonburg (đồng lập trên thực tế kể từ năm 1946, chính thức thành lập kể từ năm 1966; mang danh hiện hành là James Madison University từ năm 1976)
- Marion College, Marion (đóng cửa năm 1967)
- Martha Washington College, Abingdon (đóng cửa năm 1931)
- Mary Baldwin University, Staunton (đồng lập kể từ năm 2017)
- Marymount University, Arlington (đồng lập kể từ năm 1986)
- Radford University, Radford (đồng lập kể từ năm 1972)
- Randolph-Macon Woman's College, Lynchburg (đồng lập kể từ năm 2007 nay thay tên thành Randolph College)
- Roanoke Women's College, lập ra năm 1912, sát nhập với Elizabeth College năm 1915, hiện nay gần Roanoke College.
- Southern Virginia University, Buena Vista (đồng lập kể từ năm 1994)
- Stratford College, Danville (đóng cửa năm 1974)
- Sullins College, Bristol (đóng cửa năm 1976)
- Sweet Briar College, Sweet Briar (hầu như đã đóng cửa vào năm 2015 nhưng nay vẫn mở lại)
- University of Mary Washington, Fredericksburg (đồng lập kể từ năm 1970)
- Virginia Intermont College, Bristol, Virginia (đóng cửa năm 2014)
- Westhampton College, Richmond (trước đây là một khóa cao đẳng của University of Richmond)
- Forest Ridge Junior College, Seattle (đóng cửa năm 1957)
- Fort Wright College, Toppenish (đóng cửa năm 1980; sau đó chuyển qua cho Heritage University)
- Alderson Academy, Alderson (sát nhập với Broaddus College năm 1932 để trở thành Alderson–Broaddus College; tên gọi hiện hành là Alderson Broaddus University từ năm 2013)[36].
- Broaddus College, Clarksburg and Philippi (bắt đầu từ 1894, sát nhập với Alderson Academy để trở thành Alderson–Broaddus College)[36].
- Greenbrier College, Lewisburg (đóng cửa năm 1972)[37].
- Alverno College, Milwaukee
- Cardinal Stritch University, Milwaukee (đóng cửa năm 2023)
- Dominican College of Racine, Racine (đóng cửa năm1974)
- Edgewood College, Madison (đồng lập kể từ năm 1970)
- Holy Family College, Manitowoc (đóng cửa năm 2020)
- Marian University, Fond du Lac (đồng lập kể từ năm 1970)
- Milwaukee-Downer College, Milwaukee (sát nhập với Lawrence College năm 1964)
- Mount Mary University, Milwaukee
- Sinsinawa Mound College, Sinsinawa
- Viterbo University, La Crosse (đồng thành lập từ năm 1970)

Liên hiệp các trường cao đẳng nữ sinh (Women's College Coalition) tại Mỹ được thành lập vào năm 1972 và tự nhận là một "hiệp hội các trường cao đẳng và đại học dành cho nữ sinh theo chương trình hai và bốn năm, mô hình đối tác công và tư, liên kết tôn giáo và thế tục", các thành viên của Liên hiệp với các trường cao đẳng, đại học dành cho nữ sinh gồm:
- Agnes Scott College
- Alverno College
- Barnard College
- Bay Path College
- Bennett College for Women
- Brenau University
- Bryn Mawr College
- Cedar Crest College
- College of Saint Benedict
- College of Saint Mary
- Cottey College
- Hollins University
- Mary Baldwin University
- Meredith College
- Mills College
- Moore College of Art and Design
- Mount Holyoke College
- Mount St. Mary's College
- Mount Saint Vincent University (Canada)
- Notre Dame of Maryland University
- Russell Sage College của The Sage Colleges
- Saint Mary's College
- Salem College
- Scripps College
- Simmons College
- Smith College
- Spelman College
- St. Catherine University
- Stephens College
- Sweet Briar College
- Trinity Washington University
- Wellesley College
- Wesleyan College
- Texas Woman's University đây là các cơ sở giáo dục tập trung vào nữ giới
- Brescia University College đây là các cơ sở giáo dục tập trung vào nữ giới (Canada)